# アンダーソンの法則
アンダーソンの法則(Anderson's rule)は、2つの半導体材料をヘテロ構造にした場合にそれぞれのバンド構造がどのように接続されるか計算するためのモデル。1960年にR.L. Andersonにより発表された。このモデルでは、ヘテロ構造を構成する2つの半導体の真空レベルが同一のエネルギーになると仮定している。

## アンダーソンの法則を用いたバンド構造計算
2つのバンドギャップが異なる半導体材料が接続した場合、バンドギャップの差は、伝導帯の差と価電子帯の差に分けられる。この両者にどのように配分するかを考える上で、アンダーソンの法則では、2つの半導体の真空レベルを同一と仮定し、各半導体の電子親和力とバンドギャップから2つの材料のバンドの関係を計算する。半導体の電子親和力は、真空レベルと伝導帯のエネルギーの差を意味しており、これにより伝導帯のエネルギー差が決定される。そしてバンドギャップが分かることで、価電子帯におけるエネルギー差も計算可能である。
2つの半導体の電子親和力を{\displaystyle \xi _{A},\xi _{B}}、バンドギャップを{\displaystyle E_{GA},E_{GB}}とした場合、伝導帯のエネルギー差{\displaystyle \Delta E_{C}}と価電子帯のエネルギー差{\displaystyle \Delta E_{V}}は以下の式で表される。
{\displaystyle \Delta E_{C}=\xi _{B}-\xi _{A}}
{\displaystyle \Delta E_{V}=(\xi _{A}+E_{GA})-(\xi _{B}+E_{GB})}
そして、ポアソン方程式によりバンドの曲がりが決定される。